# Jack E. Cox
Jack E. Cox (wym. [ʤæk i. kɑks], właśc. John Jaffray Cox; ur. 26 lipca 1896 w Londynie, zm. 29 lipca 1960 w Surrey) – angielski operator filmowy, pracujący w erze kina niemego i dźwiękowego. Znany ze współpracy z takimi reżyserami jak Alfred Hitchcock i Maurice Elvey. Był członkiem stowarzyszenia British Society of Cinematographers (BSC). W trwającej ponad cztery dekady karierze pełnił funkcję operatora przy 121 filmach.

## Życiorys
John Jaffray Cox urodził się w londyńskiej dzielnicy Fulham. Karierę w branży filmowej rozpoczął w 1913, a na początku lat 20. XX wieku pełnił funkcję głównego operatora u Maurice’a Elveya. Duncan Petri z dziennika „The British Cinematographer” pisał o nim jako jednym z „pierwszych znaczących brytyjskich operatorów”. W 1927 Cox rozpoczął współpracę z angielskim reżyserem Alfredem Hitchcockiem. Ich pierwszym zrealizowanym filmem był melodramat sportowy Ring. Biograf Patrick McGilligan przyznał, że chwila, w której Cox zastąpił barona Gaetano di Ventimiglię i Claude’a L. McDonnella, „wyznaczyła wyraźną cezurę między filmami Hitchcocka nakręconymi dla Gainsborough Pictures i British International Pictures”. W ocenie Petriego Cox był operatorem od „efektów”, ekspertem od „zamazanych obrazów, nakładek, przenikań i podwójnych ekspozycji”. Od czasów Ringu Cox pełnił funkcję operatora u Hitchcocka we wszystkich dziesięciu filmach, zrealizowanych przez reżysera dla BIP w okresie 1927–1932. Ponownie nawiązali współpracę w 1938, na planie dreszczowca szpiegowskiego Starsza pani znika. Współcześni historycy podkreślają, że Cox odegrał kluczową rolę w uchwyceniu najwcześniejszych, najbardziej ambitnych pomysłów młodego angielskiego reżysera – jako przykład podawali ujęcia przez kieliszek do wina w Szampanie (1928) oraz sekwencję w Muzeum Brytyjskim (1929; Szantaż).
Do innych ważnych produkcji Coxa z lat 30. należą między innymi: film romantyczny Mimi (1935, reż. Paul L. Stein), horror science fiction The Man Who Changed His Mind (1936, reż. Robert Stevenson) i dramat historyczno-przygodowy Doctor Syn (1937, reż. Roy William Neill). W latach 50. kontynuował pracę operatora przy komediach Just My Luck (1957) i The Square Peg (1959, oba w reżyserii Johna Paddy’ego Carstairsa).
Zmarł 29 lipca 1960 w wieku 64 lat w Surrey.

## Filmografia
Opracowano na podstawie materiału źródłowego:

- The Yellow Claw (1921)
- The Four Feathers (1921)
- Petticoat Loose (1922)
- Confessions (1925)
- The Gold Cure (1925)
- The Chinese Bungalow (1926)
- Blighty (1927)
- Hindle Wakes (1927)
- Ring (1927)
- Żona farmera (1928)
- Szampan (1928)
- Weekend Wives (1928)
- Człowiek z wyspy (1929)
- Szantaż (1929)
- Juno i Paw (1930)
- Morderstwo (1930)
- The Middle Watch (1930)
- Oszustwo (1931)
- Bogaci i dziwni (1931)
- Numer siedemnaście (1932)
- Lucky Girl (1932)
- Sleepless Nights (1932)
- Hawley’s of High Street (1933)
- Heads We Go (1933)
- Red Wagon (1933)
- Letting in the Sunshine (1933)
- The Great Defender (1934)
- Over the Garden Wall (1934)
- Love at Second Sight (1934)
- Music Hath Charms (1935)
- The Man Who Changed His Mind (1936)
- Windbag the Sailor (1936)
- Okay for Sound (1937)
- Doctor Syn (1937)
- Strange Boarders (1938)
- Crackerjack (1938)
- Starsza pani znika (1938)
- They Came by Night (1940)
- The Ghost Train (1941)
- Cottage to Let (1941)
- Hi Gang! (1941)
- They Were Sisters (1945)
- The Wicked Lady (1945)
- The Idol of Paris (1948)
- Devil Girl from Mars (1954)
- Up in the World (1956)
- Just My Luck (1957)
- The Square Peg (1959)